# Шерель Томпсон
Шерель Томпсон (14 травня 1992) — тринідадська плавчиня.
Учасниця Олімпійських Ігор 2020 року, де на дистанції 50 метрів вільним стилем посіла 41-ше місце і не потрапила до півфіналів.